# Cane Corso

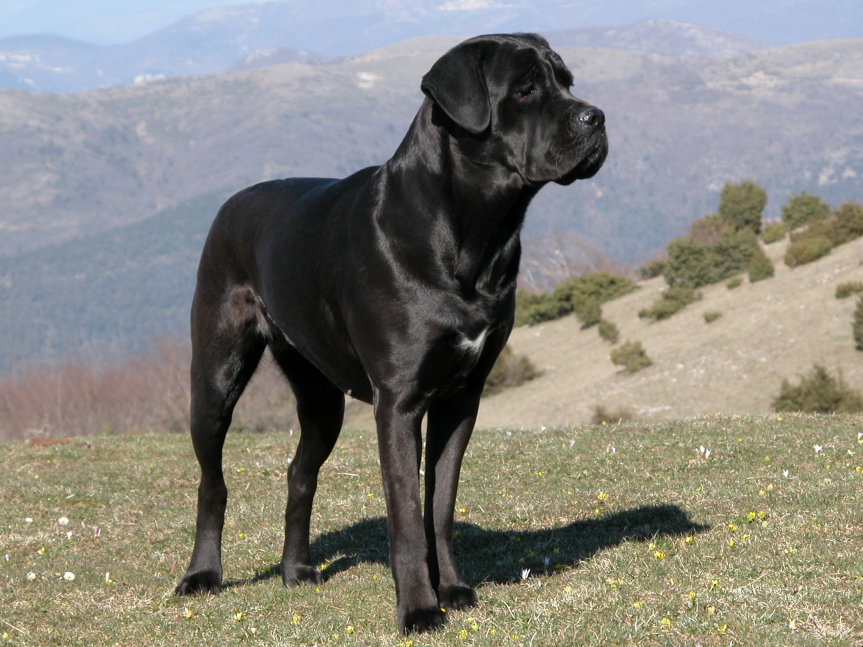
Cane Corso

Cane Corso este o rasă de câini adânc ancorată în istoria veche a Peninsulei Italice. Este cunoscut și sub denumirea de Mastiff Italian (a nu se confunda cu Mastino Napoletano), sau Cane di Macellaio (denumire utilizată în Sicilia, cu trimitere la crescătorii de animale care le și sacrificau pentru valorificarea cărnii, macellaio însemnând măcelar).

## Caracteristici
- Origine: Italia
- Înălțime: 60-70 cm
- Greutate: 40-50 kg
- Speranța de viață: 10-12 ani

## Rasa astăzi
Rasa legendară era pe punctul de a dispărea, dar eforturile câtorva crescători entuziaști experimentați au reușit să restabilească numărul de Cane Corso din doar câteva exemplare de rasă pură găsite în mod miraculos. Mulțumită entuziaștilor locali, fanilor, rasa a început să se reînvie în mod activ. Apoi a fost creată Asociației Cane Corso S.A.C.C. (Societa Amatori Cane Corso).

## Istoricul rasei
Cel mai probabil, la originea apariției rasei a stat masivul câine de război folosit de trupele romane (un urmaș al Moloss-ului de Epir). Acești câini musculoși, extrem de puternici, determinați și cu un nivel ridicat al agresivității erau utilizați și în arene, la luptele dintre animale. Izvoarele istorice merg înapoi în timp până în secolul XIV, plasând acești câini cu precădere în sudul "Cizmei", unde erau puternic ancorați în activitățile agro-pastorale. Veritabili câini de lucru, versatili și adaptabili, erau folosiți de locuitorii din sudul Italiei la o gamă foarte largă de activități. Foarte vigilent paznic al turmelor, luptător neînfricat cu prădătorii, asistent de nădejde la vânătorile de mistreți, urși lupi sau cerbi, cărăuș, protector al viei, apărător al familiei și proprietății, câinele Cane Corso este cu adevărat o părticică din istoria civilizației rural-pastorale din sudul Italiei. Rasa, aproape dispărută în a doua jumătate a secolului XX, a fost revitalizată de un grup de entuziaști care au colectat câteva dintre ultimele exemplare de rasă pură rămase în regiunile Puglia, Lucania si Sannio. Eforturile acestora au debutat în 1974 și au prins roade la finele secolului trecut: 1994 (recunoaștere oficială ENCI), 2007 (recunoaștere oficială FCI), 2009 (recunoaștere oficială AKC).

## Descriere fizică
Înfățișarea generală îi aseamănă câinilor Mastiff, dar le este specific corpul musculos și nota atletică. Întreaga sa ținută sugerează agilitate si dinamism. Capul este mare și lat, cu stopul bine reliefat și ochii rotunzi, medii, plasați la distanță. Nasul și buzele sunt negre, cu excepția exemplarelor gri/albastre, la care aceste părți pot fi gri, de o nuanță mai închisă decât blana. Urechile sunt prinse sus și orientate natural spre înainte, unii proprietari alegând să le cupeze (în forma unui triunghi echilateral), scurtând și coada la o treime din lungimea sa naturală. Corpul bine modelat, cu mușchii reliefați, este lansat și bine proporționat, acoperit cu o blană foarte scurtă, cu părul fin, foarte lucios și aderent la corp.

## Personalitate
Sunt incluși pe lista cu rasele potențial periculoase, dar temperamentul acestor câini depinde foarte mult de maniera de dresaj și de comportamentul și atitudinea proprietarului. Structural sunt animale echilibrate, calme și afectuoase, dar de care trebuie să se țină seama. Paznic excelent, cu instincte naturale, își va proteja fără nici o ezitare familia. Este foarte important să nu simtă că membrii acesteia sunt în pericol, căci va acționa fulgerător și decis. Nu este recomandat să fie lăsat nesupravegheat când se joacă cu copiii de vârste mici și mijlocii, pentru că îi poate accidenta fără intenție datorită forței sale.

## Îngrijire și sensibilitate la boli
Sunt destul de puțin pretențiosi, în privința întreținerii generale este bine de știut că nu suportă bine frigul. Bolile cu impact mai semnificativ asupra rasei sunt displazia de șold și cea de cot, torsiunea gastrică, afecțiunile pielii și problemele oculare.

## Condiții de viață
Se simt cel mai bine într-o curte largă, bine împrejmuită, în care să patruleze și să se simtă responsabili. Au nevoie de mișcare și de exerciții, sunt rezistenți la efort și mai dispuși pentru diferite activități decât rudele lor Mastiff.

## Dresaj
Are nevoie de socializare precoce și de un dresaj ferm, perseverent și bine condus. Nu se admite folosirea forței în programul de dresaj, pentru că astfel i se încurajează pornirile agresive și irascibilitatea. Nu necesită dresaj de pază, execută acest serviciu instinctual, la înalt nivel. Este nevoie de o persoană puternică mental și capabilă să se impună pentru a se obține rezultate pozitive în dresaj.

## Utilitate
Paznici foarte vigilenți, cu o capacitate de intimidare indiscutabilă. Foarte eficienți în rol de câine de protecție. Sunt afectuoși cu membrii familiei de adopție, interacționează bine cu copii de vîrste mai mari.